# في محطة مصر (فلم)
في محطة مصر فيلم كوميدي مصري من إنتاج عام 2006، الفيلم من إخراج أحمد نادر جلال وكتابة بلال فضل. الفيلم مقتبس من الفيلم الأمريكي نزهة في الغيوم (A Walk in the Clouds)، وهو من بطولة كريم عبد العزيز، ومنة شلبي، ولطفي لبيب.

## قصه الفيلم
يروي الفيلم قصة الشاب رضا الذي يعمل مندوب مبيعات وفي يوم ينصحه مديره بالعمل للتوجه لـمحطة مصر لبيع كتالوجات لنزلاء القطارات، في الوقت ذاته توجد ملك (منة شلبي) بالمحطة وتنتظر حبيبها لكي يسافر معها كفر الشيخ وتواجه أهلها الذين يريدون إجبارها على الزواج من رجل لا تقبله، ويلتقي رضا وملك، فتتحايل على أبيها وتدعي أن رضا هو حبيبها وأنها تزوجته عرفيًا في محاولة منها لتضع أباها أمام الأمر الواقع، ولكن تقوم علاقة حب حقيقية بين رضا وملك وتتوالى الأحداث.

## بطولة
- كريم عبد العزيز... رضا
- منة شلبي... ملك
- لطفي لبيب... والد ملك
- إدوارد... شقيق ملك
- زيزي مصطفي... والدة ملك
- أنعام سالوسة... سعاد هانم جدة ملك
- سعيد طرابيك... عم عبده السفرجي خادم عائلة ملك
- ساندي علي ... سها
- سمية الجويني 	يمنى صديقة ملك
- محمد أبو الحسن... عمدة البلد
- فايق عزب... والد رضا
- أمل إبراهيم... والدة رضا
- عبد الله مشرف مدير المدرسة
- بلال فضل... مجدي صاحب محل فيديو
- صبري عبد المنعم... مدير رضا بالعمل
- كاريمان
- سحر كامل
- حسن أبو جبل
- على حسن
- جورج غطاس
- علي حسن
- رفعت فايز
- حاتم الجمل
- صبري عبد الدايم
- ثائر يونس
- حازم عبد القادر
- نهال الشريف
- مكرم سامي

### فريق العمل
- إخراج: أحمد نادر جلال
- تأليف: بلال فضل
- موسيقي: عمرو إسماعيل
- مونتاج: مها رشدي
- إنتاج: الشركة العربية للإنتاج والتوزيع السينمائي 2006

## روابط خارجية
- مقالات تستعمل روابط فنية بلا صلة مع ويكي بيانات